# Psychoda duplilamnata
Psychoda duplilamnata är en tvåvingeart som beskrevs av Tokunaga 1957. Psychoda duplilamnata ingår i släktet Psychoda och familjen fjärilsmyggor.
Artens utbredningsområde är Taiwan. Inga underarter finns listade i Catalogue of Life.